# Friedrich Zimmermann
Pour les articles homonymes, voir Zimmermann.
Friedrich Zimmermann, né le 18 juillet 1925 à Munich et mort le 16 septembre 2012 à Filzmoos, est un homme politique allemand membre de l'Union chrétienne-sociale en Bavière (CSU).
Nommé secrétaire général de la CSU en 1956, il est élu l'année suivante député de Bavière au Bundestag, et porté à la présidence du groupement provincial de la CSU en 1976. En 1982, il devient le premier ministre fédéral de l'Intérieur de la coalition noire-jaune d'Helmut Kohl, avant d'être choisi comme ministre fédéral des Transports en 1989. Il n'est pas réélu au Bundestag en 1990 et quitte le cabinet l'année suivante.

## Biographie
Après avoir servi, de 1943 à 1945, comme soldat dans la Wehrmacht durant la Seconde Guerre mondiale, qu'il termine avec le grade de lieutenant de réserve, il passe son Abitur en 1946 et entreprend des études supérieures de droit et de sciences économiques. Il obtient son doctorat en 1950, et son second diplôme juridique d'État un an plus tard.
Il travaille dans la fonction publique du Land de Bavière de 1951 à 1954, puis devient avocat en 1963. Trois ans plus tôt, il a été reconnu coupable de parjure dans l'affaire des casinos, une affaire de corruption concernant l'attribution de licences pour l'exploitation de casinos, avant d'être finalement innocenté, le tribunal ayant estimé en 1961 que ses facultés mentales étaient altérées lors de son témoignage du fait d'une hypoglycémie. Cela lui a valu nombre de moqueries et de caricatures par la suite.
Marié en troisièmes noces, il est catholique et père de deux enfants.

## Parcours politique

### Comme militant
Il fait partie du Parti national-socialiste des travailleurs allemands (NSDAP) de 1943 à 1945 avant de rejoindre en 1948 l'Union chrétienne-sociale en Bavière (CSU). Il est nommé coordinateur principal du parti en 1955, puis désigné secrétaire général en 1956. Il renonce à ce poste en 1963 pour devenir trésorier pendant quatre ans. En 1979, il est élu pour dix ans vice-président de la CSU sous la présidence de Franz Josef Strauß.

### Au niveau des institutions
Il est élu député fédéral de Bavière au Bundestag lors des législatives de 1957. Il entre en 1961 au bureau du groupe CDU/CSU, et est choisi comme président de la commission parlementaire de la Défense quatre ans plus tard. En 1976, il est élu président du groupement provincial de la CSU.

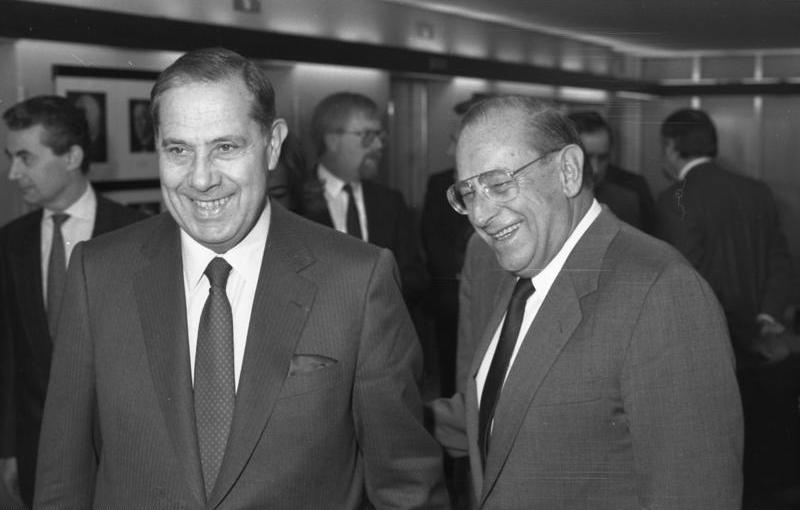
Friedrich Zimmermann avec Charles Pasqua (gauche), alors ministre français de l'Intérieur, en 1987.

Friedrich Zimmermann est nommé ministre fédéral de l'Intérieur dans la coalition noire-jaune d'Helmut Kohl le 4 octobre 1982, soit trois jours après l'adoption d'une motion de censure constructive à l'encontre d'Helmut Schmidt. Il se voit reconduit en 1983, à la suite de la victoire de la coalition aux élections anticipées, et en 1987.
À l'occasion d'un important remaniement ministériel organisé le 21 avril 1989, il devient ministre fédéral des Transports et cède son portefeuille à Wolfgang Schäuble, chef de la chancellerie fédérale et proche collaborateur d'Helmut Kohl. Il ne se représente pas aux élections législatives du 2 décembre 1990, et quitte le cabinet le 18 janvier suivant. Il est depuis retiré de la vie politique.